# Ivans Klementjevs
Ivans Klementjevs (ros. Иван Ильич Клементьев, Iwan Iljicz Klemientjew; ur. 18 listopada 1960 w Rydze) – łotewski kanadyjkarz pochodzenia rosyjskiego, jeden z najlepszych zawodników w historii kajakarstwa. Po zakończeniu zawodniczej kariery trener i polityk. W latach 2006–2022 poseł na Sejm.
Mistrz olimpijski (1988), 7-krotny mistrz świata. W rywalizacji międzynarodowej reprezentował ZSRR (do 1991), Polskę (1994) i Łotwę (1992–1993 i od 1995). Był zawodnikiem Zawiszy Bydgoszcz.

## Igrzyska olimpijskie
- 1988 (Seul) – złoty medal, C-1 1000 m
- 1992 (Barcelona) – srebrny medal, C-1 1000 m
- 1996 (Atlanta) – srebrny medal, C-1 1000 m

## Mistrzostwa świata
- 1983 (Tampere) – srebrny medal, C-2 500m
- 1985 (Mechelen) – złoty medal, C-1 1000 m
- 1986 (Montreal) – srebrny medal, C-1 1000 m
- 1987 (Duisburg) – brązowy medal, C-1 1000 m
- 1989 (Płowdiw) – złoty medal, C-1 1000 m
- 1989 (Płowdiw) – złoty medal, C-1 10 000 m
- 1990 (Poznań) – złoty medal, C-1 1000 m
- 1990 (Poznań) – brązowy medal, C-1 10 000 m
- 1991 (Paryż) – złoty medal, C-1 1000 m
- 1991 (Paryż) – srebrny medal, C-2 10 000 m
- 1993 (Kopenhaga) – złoty medal, C-1 1000 m
- 1994 (Meksyk) – złoty medal, C-1 1000 m
- 1995 (Duisburg) – brązowy medal, C-1 1000 m

## Igrzyska dobrej woli
- 1994 – złoty medal, C-1 1000 m, srebrny medal, C-1 500 m

## Kariera polityczna
W 2006, 2010 i 2011 uzyskiwał mandat posła do Sejmu z ramienia Centrum Zgody. Jest przewodniczącym Łotewsko-Polskiej Grupy Parlamentarnej.

## Odznaczenia
- Medal Rady Bałtyckiej – 2010[1]